# HMS York (1807)
HMS York (Корабль Его Величества «Йорк») — 74-пушечный линейный корабль третьего ранга. Седьмой корабль Королевского флота, названный HMS York, в честь города Йорк в графстве Северный Йоркшир. Шестой линейный корабль типа Fame. Относился к так называемым «обычным 74-пушечным кораблям», нёс на верхней орудийной палубе 18-фунтовые пушки. Заложен в августе 1805 года. Спущен на воду 7 июля 1807 года на частной верфи Брента в Ротерхите. Принял участие во многих морских сражениях периода Наполеоновских войн.

## Служба
В декабре 1807 года York, под командованием капитана Роберта Бартона, в составе эскадры контр-адмирала Сэмюэля Худа принял участие в нападении на остров Мадейра. Хотя Мадейра принадлежала Португалии, давней союзнице Англии, после её оккупации французами, британцы решили захватить остров, чтобы он не попал в руки врага. 24 декабря английская эскадра, состоящая из 4 линейных кораблей и 4 фрегатов, в сопровождении транспортных судов, перевозящих отряд войск под командованием генерал-майора Бересфорда, прибыла к острову и встала на якорь в гавани Фуншала на расстоянии пушечного выстрела от береговых батарей. Войска были высажены на берег в тот же день и, не встретив сопротивления, взяли под контроль все батареи. на следующий день были согласованы условия сдачи острова, а 26 декабря губернатором была подписана капитуляция.
В январе 1809 года York, под командованием всё того же капитана Роберта Бартона, вошел в состав эскадры контр-адмирала 
Александра Кокрейна которой было поручено захватить Мартинику. Силы вторжения, состоящие из 44 судов и 
транспортов, перевозящие 10000 солдат под командованием генерал-лейтенанта Джорджа Беквита, отплыли к Мартинике 28 
января. Эскадра прибыла к острову 30 января, и 3000 солдат под командованием генерал-майора Фредерика 
Мейтленда были высажены на берег не встретив сопротивления. 600 солдат были высажены на берег в районе мыса Соломон с борта 
74-пушечного Belleisle под командованием капитана Уильяма Чарльза Фахи. Оставшаяся часть 
армии из 6500 человек была высажена в северной части острова под командованием генерал-майора сэра Джорджа Прево. Французский гарнизон был вынужден отступить к нескольким укрепленным позициям, последняя из которых сдалась 24 февраля 1809 
года.
Эскадра Кокрейна всё еще оставались в районе острова, когда в марте 1809 года в Карибское море прибыла французская эскадра, 
состоящая из трех 74-пушечных кораблей (Hautpoult, Courageux и Polonais) и двух фрегатов (Félicité и Furieuse), под командованием коммодора Амабля Троуда. Узнав что Мартиника находится в руках англичан, Троуд бросил якорь вблизи Иль-де-Сент. Кокрейн решил ликвидировать эту угрозу, высадив на островах несколько отрядов и установив тяжелые орудия на возвышениях. Троуд был вынужден выйти в море, после чего эскадра Кокрейна устремилась за ним в погоню. Преследование продолжалось несколько дней, в итоге большей части французской эскадры удалось уйти, но 74-пушечный корабль Hautpoult отстал от остальных кораблей и в итоге был настигнут Pompee, который вступил с ним бой. После короткой перестрелки Hautpoult, который уже до этого был серьезно поврежден британскими фрегатами, спустил флаг и сдался экипажу Pompee.
В июле 1809 года York принял участие во второй Голландской экспедиции, целью которой было 
уничтожение верфей и арсеналов в Антверпене, Тернезене и Флиссингене. 13 августа принял участие в бомбардировке 
Флиссингена. Военно-морская бомбардировка была частью гораздо более крупной операции; 
британский сухопутный корпус состоял из 30000 солдат, целью которых было оказать помощь австрийцам, вторгшись в 
Голландию и уничтожив французский флот базировавшийся в гавани Флиссингена. Экспедиция закончилась неудачно, 
вследствие разразившейся эпидемии англичане к 9 декабря вынуждены были очистить Валхерен.
18 июля 1811 года York присоединился к блокаде Тулона, войдя в состав блокирующего британского флота под командованием 
адмирала сэра Эдварда Пеллью. Блокада, продолжавшаяся больше года, проходила без каких-либо заметных событий. Хотя французский командующий имел в своем распоряжении мощный флот, он избегал любого контакта с блокирующим флотом и либо остался в порту, либо делал очень короткие рейсы, возвращаясь в гавань, как только появлялись британские корабли.
24 августа 1815 года  York был выведен из состава флота и переведен в резерв в Портсмуте. Он оставался в резерве до 1819 года, когда было принято решение переоборудовать корабль в плавучую тюрьму. Он пыл отправлен в док Портсмута, где судно было лишено мачт и пушек, и превращено в плавучую тюрьму. На нём, как правило, содержалось около 500 заключенных. Корабль оставался в этой роли до 1854 года, когда он был отправлен на слом и разобран.